# Choong Ewe Jin
Robert Choong Ewe Jin (* um 1925; † 4. Juli 2005, auch bekannt als Eddy J. Choong) war ein malaysischer Badmintonspieler. Er ist der Sohn von Choong Eng Kim und der Cousin von David und Eddy Choong. Amy Choong war seine Schwester.

## Karriere
Choong Ewe Jin wurde 1950 bei den French Open Zweiter im Mixed mit Audrey Blathwayt. Bei den  Middlesex Championships des gleichen Jahres siegte er im Herrendoppel mit seinem Cousin David Choong.

## Sportliche Erfolge
| Saison | Veranstaltung             | Disziplin    | Platz | Name                              |
| ------ | ------------------------- | ------------ | ----- | --------------------------------- |
| 1950   | French Open               | Mixed        | 2     | Choong Ewe Jin / Audrey Blathwayt |
| 1950   | Middlesex Championships   | Herrendoppel | 1     | David Choong / Choong Ewe Jin     |
| 1951   | West Sussex Championships | Herrendoppel | 1     | David Choong / Choong Ewe Jin     |

## Referenzen
- http://death.my/?p=15100
- http://newspapers.nl.sg/Digitised/Article.aspx?articleid=straitstimes19510222-1.2.145
- http://www.viweb.freehosting.net/OonCT.htm

| Personendaten    | Personendaten                                          |
| ---------------- | ------------------------------------------------------ |
| NAME             | Choong, Ewe Jin                                        |
| ALTERNATIVNAMEN  | Choong Ewe Jin, Robert; Choong, E. J.; Choong, Eddy J. |
| KURZBESCHREIBUNG | malaysischer Badmintonspieler                          |
| GEBURTSDATUM     | um 1925                                                |
| STERBEDATUM      | 4. Juli 2005                                           |